# 莱昂纳多·阿劳若
莱昂纳多·纳西门托·德·阿劳若（Leonardo Nascimento de Araujo，一般被稱為李安納度（Leonardo），1969年9月5日—），巴西已退役足球運動員，世界足壇最佳巴西巨星之一。是1994年世界杯冠軍巴西隊的成員。李安納度可出任球場上大部分位置，包括左翼、進攻中場、左後衛及前鋒。其退役后曾先后执教AC米兰和国际米兰两家球队。曾担任意大利AC米蘭俱乐部的体育总监，2019年六月14日起開始擔任巴黎聖日耳曼體育總監。

## 球員生涯
李安納度出身於巴西大球會法林明高，僅17歲已上陣正式聯賽，贏過一屆巴西聯賽冠軍。1990年他轉投另一支大球會聖保羅，再贏得另一屆巴西聯賽冠軍。之後他曾加盟西甲球會華倫西亞，兩季後再回到聖保羅，贏過一屆南美自由杯。
李安納度早於1991年已入選國家隊，在持續保持出色表現後，1994年他獲國家隊選中出戰世界杯。在十六強對美國的賽事中，他一手肘打中了拉莫斯的面，導致後者面骨爆裂，及後他本人被重罰停賽四場。
世界杯後李安納度遠赴亞洲的日本，跟當地聯賽的鹿島鹿角簽約。在日本期間他與前巴西國腳济科合作，贏得一屆日本聯賽冠軍。1996年他重返歐洲，加盟過多家球會如法甲的巴黎聖日耳門、意甲的AC米蘭。這段期間李安納有一定斬獲，如1999年在AC米蘭期間有意甲聯賽冠軍。不過在國家隊，李安納度則只是獲得1998年世界杯亞軍。
隨著年齡漸長，李安納度已在球員生涯晚期回到巴西聯賽，在再回到AC米蘭一季後，便於2003年宣告退役。

## 教練生涯

### AC米兰
2009年夏季李安納度由AC米蘭俱乐部球探变身为主教练，接替离职的金牌教头卡洛·安切洛蒂，虽然在联赛第二轮就在“主场”0-4惨败给同城死敌国际米兰，但是在球队阵容老化和伤病不断的情况下莱昂纳多大胆重用安东尼尼和阿巴特等年轻球员，并且重新激发了罗纳尔迪尼奥的状态，在意甲联赛中一路紧追国际米兰，甚至一度在4月份的时候仍有反超机会，可惜最球队最后还是未能如愿，以第三名结束赛季征途。不过期间莱昂纳多在该季米兰德比第二回合交手中，率领AC米兰在11打9的情形下0:2不敌国际米兰，亦在之后的欧冠八分之一决赛中客场0:4惨败于曼联，带来了不良的影响。加之赛季结束前莱昂纳多同老板贝卢斯科尼在球队的未来建设和自主权的大小上产生了不可调和的矛盾。最终在赛季结束后挂帅而去。

### 国际米兰
2010夏天国际米兰的三冠王教头穆里尼奥转战西甲寡头皇家马德里，而国际米兰则请来了前利物浦主帅贝尼特斯，但是球队因为伤病和战术问题一直没能形成最佳战斗力，在12月底与俱乐部解除了合同。圣诞节前一天国际米兰俱乐部官方宣布与这位前AC米兰的主教练签下为期两年的执教合同。然而莱昂纳多在国米亦有诸多不顺，在联赛0:3惨败给同城死敌AC米兰后仅两天，国际米兰在欧冠1/4决赛第一回合主场2:5惨败于沙尔克04，莱昂纳多无视防守的打法受到了各方的批评指责，其执教能力也受到严重质疑。尽管该赛季国际米兰获得了意大利杯冠军，莱昂纳多在国际米兰的前途依旧不确定，在球队支持者中对其的看法也呈两极化，虽然得到了俱乐部主席莫拉蒂的挽留,但是莱昂纳多还是选择在2011年6月18日辞去了主教练的职务，随即加盟巴黎圣日耳曼，成为该队足球总监，亦有人声称莱昂纳多是被国际米兰俱乐部解雇，但是在之后的采访中，莱昂纳多本人做出了澄清。

## 榮譽

### 球员
- 南美自由杯：1993
- 日本職業足球聯賽冠軍：1996
- 意甲聯賽冠軍：1999
- 1994年世界杯：冠軍

### 教练
- 意大利杯冠军：2011